# Вила-Балейра
Ви́ла-Бале́йра (порт. Vila Baleira) — город на южном побережье острова Порту-Санту, который входит в состав автономного региона Мадейра в Португалии. Административный центр муниципалитета Порту-Санту с населением 4474 человек. Статус города имеет с 6 августа 1996 года.
При прежнем административном разделении (до приобретения Мадейрой статуса автономии в 1976 году) город Вила-Балейра, как и муниципалитет Порту-Санту, входил в состав Фуншальского административного округа.

## Население
| Население муниципалитета Порту-Санту (1849—2004) | Население муниципалитета Порту-Санту (1849—2004) | Население муниципалитета Порту-Санту (1849—2004) | Население муниципалитета Порту-Санту (1849—2004) | Население муниципалитета Порту-Санту (1849—2004) | Население муниципалитета Порту-Санту (1849—2004) | Население муниципалитета Порту-Санту (1849—2004) | Население муниципалитета Порту-Санту (1849—2004) |
| ------------------------------------------------ | ------------------------------------------------ | ------------------------------------------------ | ------------------------------------------------ | ------------------------------------------------ | ------------------------------------------------ | ------------------------------------------------ | ------------------------------------------------ |
| 1849                                             | 1900                                             | 1930                                             | 1960                                             | 1981                                             | 1991                                             | 2001                                             | 2004                                             |
| 1810                                             | 2390                                             | 2494                                             | 3505                                             | 4376                                             | 4706                                             | 4474                                             | 4388                                             |